# Seegalendorfer Gehölz
Seegalendorfer Gehölz este o arie protejată (arie specială de conservare — SAC, sit de importanță comunitară — SCI) din Germania întinsă pe o suprafață de 13 ha, integral pe uscat.

## Localizare
Centrul sitului Seegalendorfer Gehölz este situat la coordonatele 54°18′38″N 10°57′28″E / 54.3106°N 10.9578°E.

## Înființare
Situl Seegalendorfer Gehölz a fost declarat sit de importanță comunitară în septembrie 2004 pentru a proteja un număr necunoscut de specii din flora spontană și fauna sălbatică aflate în arealul zonei. Situl a fost protejat și ca arie specială de conservare în ianuarie 2010.

## Biodiversitate
Situată în ecoregiunea continentală, aria protejată conține 2 habitate naturale: Păduri de fag Asperulo-Fagetum, Păduri de stejar sau de stejar și carpen sub-atlantice și medio-europene de Carpinion betuli.
La baza desemnării sitului se află un număr nedeclarat de specii protejate: